# Sarakina
Sarakina – polsko-bułgarsko-czeski zespół muzyczny łączący muzykę bałkańską z folkiem, jazzem i world music. Powstał w Białymstoku w 1999.
Nazwa zespołu wywodzi się od bułgarskiego, kobiecego imienia. Zespół tworzą absolwenci wyższych szkół muzycznych, grający na takich instrumentach jak: akordeon, klarnet, kontrabas, kaval, dudy, tupan, tambura. Kompozycje i aranżacje z wpływami bułgarskiej muzyki tradycyjnej, klasycznej jak i z elementami improwizacji jazzowej przenoszą klimaty etniczne do muzyki artystycznej. 
W pierwszych latach istnienia Sarakina zdobyła nagrody na dwóch festiwalach fokowych: Mikołajki Folkowe w roku 2000 oraz Nowa Tradycja w 2001.

## Członowie zespołu
- Jacek Grekow – akordeon, dudy, kaval
- Jan Mlejnek – klarnet, tambura
- Mateusz Bielski – kontrabas
- Krzysztof Ostasz - instrumenty perkusyjne, tupan
- Anna Klebus – śpiew[1]

## Dyskografia
Wszystkie płyty wydane nakładem wytwórni Amadeus. 
- 2001 – Sarakina – pod patronatem Polskiego Radio SA
- 2004 – Junctions – pod patronatem Polskiego Radio SA
- 2008 – Fryderykata' – pod patronatem TVP KULTURA, i Polskie Radio Dwójka
- 2012 – Dance of Fire – pod patronatem Jazz Forum, Polskie Radio Program II, Folk24
- 2014 – Live in Studio – pod patronatem Polskie Radio Dwójka i Polskie Radio Białystok
- 2017 – Balkantron - pod patronatem Bułgarskiego Instytutu Kultury w Warszawie, Pismo Folkowe, Folk 24

## Ważniejsze wydarzenia
- Sarakina + Peyo Peev (gadułka) - wspólne koncerty promujące płytę BalkanTron, wrzesień 2017
- Sarakina - Trifon zarezan - święto wina - Koncerty: Wrocław, Warszawa, Białystok 2016, 2017
- Sarakina koncertuje na południu Polski: Muzyczna Owczarnia, Pannonica Festiwal 2015
- CD "Sarakina live in studio" w finałowej 11 Folkowego Fonogramu Roku 2014
- Nagranie płyty live w Radiu Białystok – Sarakina – live in studio (2014)
- Koncerty w Berlinie, Sofii i na Festiwalu w Sandomierzu (2014)
- Koncert w klubie jazzowym Porgy&Bess – Wien (2013)
- Nagranie nowej płyty Dance of Fire pod patronatem Polskiego Radia Dwójka, Folk24 i JazzForum (2012)
- Koncerty w Rumunii: Sibiu World Music Days, World Music Festival Brasov, Klub Green Hours – Bukareszt (2011)
- Organizacja Święta Wina – Trifon Zarezan w Warszawie (2010, 2011, 2012)
- Koncerty w Wiedniu (Porgy & Bess) i Irlandii (Cork Folk Festival) przy udziale Polskich Instytutów (2010)
- Udział w Internationales Akkordeon Festival, Wiedeń (2009)
- Nagranie trzeciej płyty CD FRYDERYKATA- Sarakina inspired by Chopin 2008
- Koncerty we Włoszech, EtnoJazz festiwal – Szczecin, Festiwal muzyczny Alkagran (2007)
- Utwór z CD JUNCTIONS znalazł się na 4 płytowej składance The Best of Polish Smooth Etno Jazz Folk
- Udział w festiwalach FolkFiesta w Żąbkowicach Śląskich, XI Spotkania folkowe w Czeremsze, Pobocza Folku (2006)
- Płyta CD JUNCTIONS zostaje Laureatem (II miejsce) Folkowego Fonogramu Roku 2004 organizowanego przez Polskie Radio
- IV Festiwal Wirtuozerii i Żartu Muzycznego FUN AND CLASSIC
- Koncerty w Wilnie i Budapeszcie (II-III 2005)
- Koncert w Filharmonii Białystok – Prezentacja płyty CD Junctions
- Koncert w Filharmonii Narodowej w Sofii (IX 2004 Bułgaria)
- Udział w Festiwalu Muzyki Tradycyjnej – Rozstaje 2004 Kraków VII
- Udział w wiedeńskim festiwalu „Balkanien” (VI 2004)
- Udział w Donauinselfest 2004 – Weltmusikbuhne – (VI Wien 2004)
- Nagranie drugiej płyty kompaktowej SARAKINA – „Junctions” przy współpracy z Polskim Radiem S.A. i RCKL (VI 2004)
- Udział w festiwalu „Interkulturelle Wochen in Leipzig” (X 2003)
- Koncerty w Luksemburgu, Wiedniu, Budapeszcie i Wilnie (IV-VI 2003)
- Koncert w Centrum Sztuki Współczesnej – Zamek Ujazdowski (XI Warszawa)
- Opole 2002 – udział w koncercie folkowym (V 2002 Opole)
- Uczestnictwo w wiedeńskim festiwalu – 3. Internationales Akkordeon Festival (III 2002, Wiedeń)
- Płyta SARAKINA została laureatem „Folkowego Fonogramu Roku 2001” (2 miejsce)
- Nagranie płyty kompaktowej przy współpracy z Polskim Radiem S.A. i Radiowym Centrum Kultury Ludowej (X 2001 Warszawa)
- Gościnny udział w XXXII Turnieju Dudziarzy Wielkopolskich (IX Kościan)
- Jedna z trzech głównych nagród na Festiwalu Muzyki Etnicznej (VI 2001 Skierniewice)
- Udział w „Tygodniu Kultury Żydowskiej” w Warszawie (VI 2001)
- Laureat festiwalu „NOWA TRADYCJA” (III nagroda) organizowanego przez Polskie Radio – Warszawa III 2001
- Udział w festiwalu „Inter Arma” – Sztuka i Kultura Europy Południowo-Wschodniej – Koncert w Austriackim Instytucie Kultury (I 2001 Warszawa)
- Muzyka do filmu „Pielgrzymka Papieża do Ziemi Świętej” (cz. I: "Dzieci Abrahama”, cz. II: "Ziemia podwójnie obiecana”) reż. Grzegorz Tomczak
- I nagroda na Mikołajkach Folkowych – „Scena Otwarta” 2000 Lublin